# Гоуп-Айленд 1
Гоуп-Айленд 1 (англ. Hope Island 1) — індіанська резервація в Канаді, у провінції Британська Колумбія, у межах регіонального округу Маунт-Веддінґтон.

## Населення
За даними перепису 2016 року, індіанська резервація не ма постійного населення.

## Клімат
Середня річна температура становить 8,8°C, середня максимальна – 16,6°C, а середня мінімальна – 1,4°C. Середня річна кількість опадів – 2 272 мм.
| Клімат поселення                              | Клімат поселення | Клімат поселення | Клімат поселення | Клімат поселення | Клімат поселення | Клімат поселення | Клімат поселення | Клімат поселення | Клімат поселення | Клімат поселення | Клімат поселення | Клімат поселення | Клімат поселення |
| Показник                                      | Січ.             | Лют.             | Бер.             | Квіт.            | Трав.            | Черв.            | Лип.             | Серп.            | Вер.             | Жовт.            | Лист.            | Груд.            |                  |
| Середній максимум, °C                         | 6,76             | 7,51             | 8,43             | 10,08            | 12,52            | 14,75            | 15,78            | 16,63            | 15,03            | 11,66            | 8,22             | 6,41             |                  |
| Середня температура, °C                       | 4,05             | 4,81             | 5,75             | 7,40             | 9,82             | 12,05            | 13,69            | 14,54            | 12,95            | 9,56             | 6,13             | 4,31             |                  |
| Середній мінімум, °C                          | 1,35             | 2,11             | 3,02             | 4,68             | 7,12             | 9,33             | 11,59            | 12,44            | 10,86            | 7,46             | 4,05             | 2,22             |                  |
| Норма опадів, мм                              | 289              | 212              | 187              | 157              | 107              | 96               | 73               | 88               | 157              | 285              | 315              | 306              |                  |
| Середньомісячна швидкість вітру, м/с          | 6.16             | 5.68             | 5.17             | 4.75             | 4.27             | 3.97             | 3.70             | 3.60             | 3.85             | 4.96             | 5.90             | 6.00             |                  |
| Середньомісячна сонячна радіація, кДж/м²·день | 2656             | 5276             | 9270             | 13744            | 17644            | 18644            | 18709            | 15928            | 11662            | 6383             | 3150             | 2105             |                  |
| --------------------------------------------- | ---------------- | ---------------- | ---------------- | ---------------- | ---------------- | ---------------- | ---------------- | ---------------- | ---------------- | ---------------- | ---------------- | ---------------- | ---------------- |
| Джерело:                                      |                  |                  |                  |                  |                  |                  |                  |                  |                  |                  |                  |                  |                  |